# Stadio Espenmoos
Lo stadio Espenmoos (in tedesco Stadion Espenmoos) è uno stadio della città di San Gallo in Svizzera. Era lo stadio di casa del Fussballclub Sankt Gallen 1879 fino alla costruzione del nuovo stadio nel 2008.
Lo stadio era stato inaugurato nel 1910. Ha una capienza totale di circa 3 000 spettatori. 
Lo stadio attualmente ospita le gare interne dello S.C. Brühl e del F.C. St.Gallen 1879 (femminile).
Nello stesso complesso sportivo è stato realizzato nel 2009 un campo in erba sintetica di dimensioni 90 x 58 omologato per la 2. Lega.